# Bikomponentní vlákna
Bikomponentní vlákna jsou syntetické textilní výrobky ze dvou polymerů zvlákněných přes společnou trysku.

## Druhy bikomponent
Podle způsobu spojení v průřezu vlákna se rozeznává zejména: 

Schéma průřezu hlavních druhů bikomponentních vláken

- S/S (side by side, česky také zvlnění) z komponentů s rozdílnou sráživostí a bobtnavostí. Tato vlákna jsou trvale zkadeřená. Vyrábí se pravidelným nebo i nepravidelným vzájemným vrstvením technologií tzv. slévaní v proudech (něm.: Mischstromverfahren).

- C/S (core/sheath, česky jádro/obal) z komponent s rozdílnou tavitelností. Zvlákňují se přes prstencovou trysku s odděleným přívodem obou polymerů, takže jedna komponenta obaluje druhou a obě jsou navzájem slepené. Vlákna mají zvláštní, např. velmi kluzký povrch.

- M/F (matrix/fibril, česky matrice/vláknina) ze dvou polymerů, které se spojují před společným zvlákněním, takže do matrice vniknou krátká nebo i velmi dlouhá vlákénka. U tohoto typu vláken se změní vlastnosti obou komponent, např. afinita k barvivům.

- Od uvedených druhů jsou odvozeny další, např. MS/S (multiple side by side), MR (multiple radial), MC (multi core) aj.

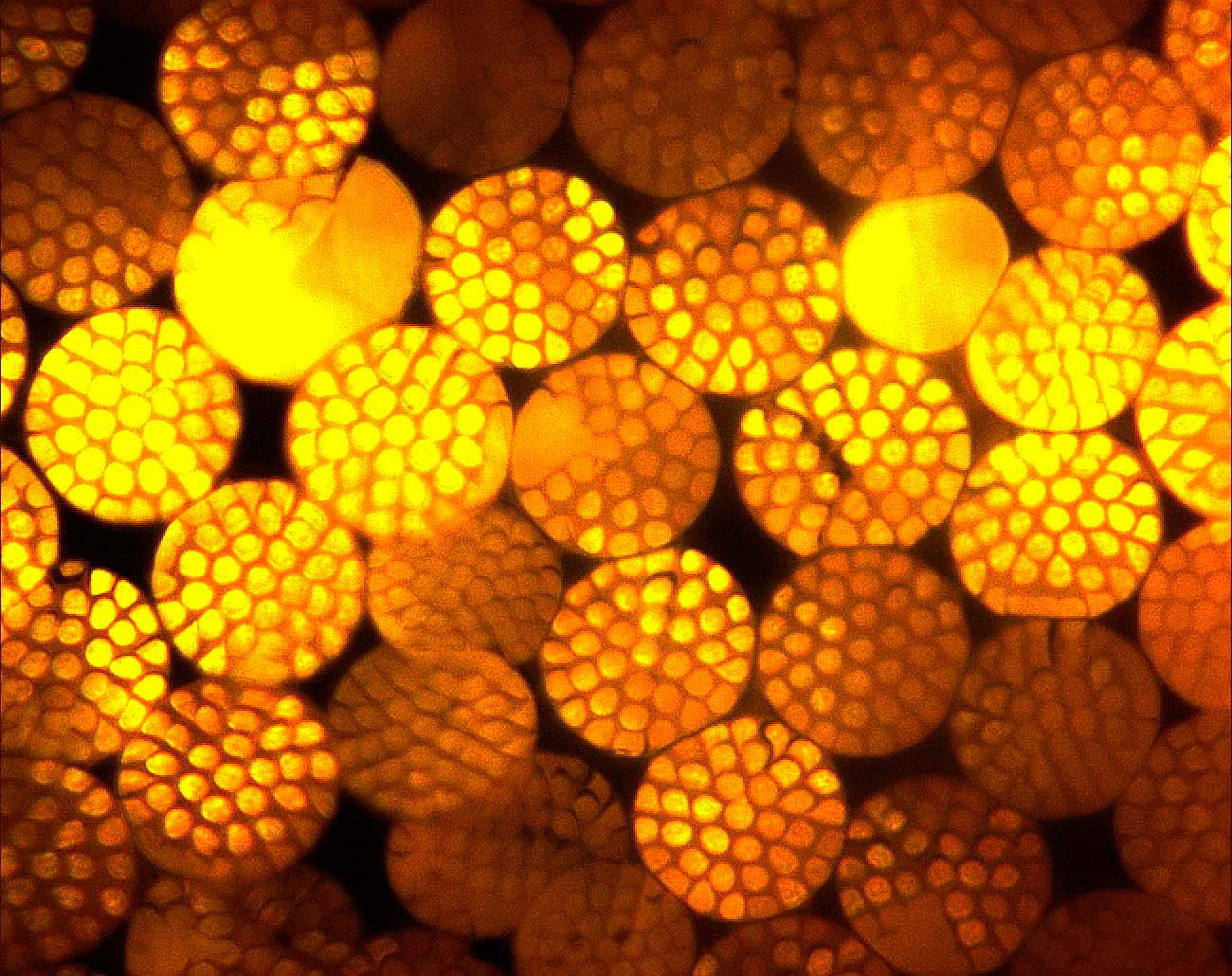
Průřez vlákny typu M/F vzniklých společným extrudováním dvou komponent

Na nákresu vpravo je znázorněn průřez a) S/S, b) C/S, c) M/F d) MR
K bikomponentám se nepočítají:
- tzv. kopolymerní vlákna (společně polymerizované monomery, např. modacryl nebo copolyester)
- tzv. heterogenní příze (skané z rozdílných filamentů)

## Uplatnění
Bikomponentní vlákna se vyrábí asi od 60. let minulého století. K širšímu uplatnění však došlo teprve v souvislosti s výrobou mikrovláken. Příklady:
- Mikrovlákno vzniká tak, že se rozpustí jedna složka bikomponentního vlákna (Islands/Sea).[4]

- Mikrovlákno Belima X ® se tvoří štěpením bikomponenty M/F[1]

V 1. dekádě 21. století se odhadovala celosvětová produkce na cca 120 tisíc ročních tun, z pozdější doby je známý jen celkový výnos z prodeje v roce 2021 s částkou 2,4 miliardy USD.